# Daveluyville
Daveluyville es una localidad con el estatus de ciudad en la provincia de Quebec, Canadá. Está ubicada en el municipio regional de condado de Arthabaska y a su vez, en la región administrativa de Centre-du-Québec.

## Geografía
Daveluyville se encuentra ubicada en las coordenadas 46°12′00″N 72°08′00″O / 46.20000, -72.13333. Según Statistics Canada, tiene una superficie total de 2,23 km² y es una de las 1135 municipalidades en las que está dividido administrativamente el territorio de la provincia de Quebec.

## Política
Hace parte de las circunscripciones electorales de Nicolet-Bécancour a nivel provincial y de Richmond—Arthabaska a nivel federal.

## Demografía
Según el censo de Canadá de 2011, había 966 personas residiendo en esta localidad con una densidad de población de 432,3 hab./km². Los datos del censo mostraron que de las 1005 personas censadas en 2006, en 2011 hubo una disminución poblacional de 39 habitantes (-3,9%). El número total de inmuebles particulares resultó de 480 con una densidad de 2,25 inmuebles por km². El número total de viviendas particulares que se encontraban ocupadas por residentes habituales fue de 436.